# Себастиан дьо Вобан
Себастиан Льо Претър дьо Вобан (на френски: Sébastien Le Prestre de Vauban) е френски маршал, най-изтъкнатия военен инженер на своето време, известен с уменията си както да проектира укрепления, така и да ги превзема.

## Биография
Вобан е роден на 15 май 1633 година в град Сен Леже дьо Фушере, Бургундия (преименуван по-късно на Сен Леже Вобан в негова чест). Той произлиза от бедно благородническо семейство, на десетгодишна възраст остава сирак и израства в оскъдица. Получава образование в кармелитски манастир в Семюр. През 1651 година постъпва на служба в частите на Конде, който малко по-късно се включва във Фрондата срещу краля. Вобан участва в укрепването на Клермон ан Аргон, но малко по-късно е пленен от кралските войски. Доброто отношение на кардинал Мазарини го убеждава да премине на служба при краля.
Себастиан дьо Вобан взема участие в обсадата на Сент Менеулд и получава лейтенантско звание, а в битката при Стене е ранен два пъти. Малко по-късно той обсажда и превзема първата си крепост Клермон. През май 1655 година е назначен за кралски инженер и до сключването на Пиренейския договор през 1659 година ръководи или се отличава в десет обсади, ранен е няколко пъти и кралят му подарява рота в известния Пикардски полк. По това време се жени за братовчедка си Жан д'Олне.
След края на войната с Испания на Вобан е възложено строителството на някои важни укрепления. Сред тях са тези при Дюнкерк, върху които той не спира да работи до края на живота си. След подновяването на войната през 1662 година ръководи в присъствието на краля обсадите на Дуе, Турне и Лил, след която е повишен в гвардейски лейтенант.
С Аахенския договор от 1668 година към Франция са присъединени нови крепости и на Себастиан дьо Вобан е възложено тяхното укрепване. С подновяването на войната Вобан отново ръководи най-важните обсади – на Неймеген (1672), Маастрихт и Трир (1673), Безансон (1674). През 1674 година той ръководи и единствената си отбранителна битка – защитата на Ауденарде. След това превзема Динан, Юи и Лимбур. През 1676 година е повишен във фелдмаршал, като през същата година превзема Конде и Бушен, а след това Валансиен и Камбре през 1677 година, Гент и Ипер през 1678 година.
По това време Вобан обобщава своя метод за атакуване на укрепления, който е най-голямото му постижение като военен инженер. Въвеждането на систематичното напредване чрез поредица от успоредни траншеи датира от обсадата на Маастрихт и остава основният метод за нападение на крепости в продължение на повече от три века.
През 1679 година Вобан е назначен за генерален комисар на укрепленията. През следващите години той укрепва фортификациите по североизточната граница. Повишен в генерал-лейтенант, той превзема Кортрейк през 1683 година и Люксембург през 1684 година. През 1687 година започва строителството на крепостта Ландо в Елзас, смятана за шедьовъра на Вобан. С целенасочени експерименти той разработва система за разрушаване на крепости чрез минни галерии. При обсадата на Ат през 1697 година за пръв път използва рикошетен огън като основно средство за разрушаване на укрепленията.
Последната обсада, която ръководи Вобан, е тази на Брайзах през 1703 година. През същата година е обявен за маршал на Франция, след което вече не ръководи полеви операции. През следващите години славата му намалява, след като негови крепости, включително Ландо, неколкократно преминават от едни ръце в други.
Освен военната си дейност, Себастиан дьо Вобан проявява интерес към разнообразни области, като лесовъдство, отглеждане на прасета, икономика, парична политика и други. През 1685 година се противопоставя на отмяната на Нантския едикт, изтъквайки икономически аргументи. През 90-те години организира преброяване във Фландрия и други части на страната. Той прави относително точно предвиждане за ръста на населението на Канада до наши дни. Убеден в неефективността на колбертизма, през 1707 година Вобан призовава за отмяната на всички данъци и замяната им с облагане с 10% на всички дейности без данъчни преференции.
Себастиан дьо Вобан умира на 30 март 1707 година в Париж.